# Roberto L. Pettit (Asunción)
Roberto Luis Petit es un barrio de la ciudad de Asunción, capital de la República del Paraguay. Por su tamaño y ubicación abarca parte de dos distritos de la ciudad. A principios de la segunda mitad del siglo pasado se desmembró de otros barrios y debe su nombre en honor al exjefe de la policía asesinado en el golpe de Estado del 4 de mayo de 1954.

## Características

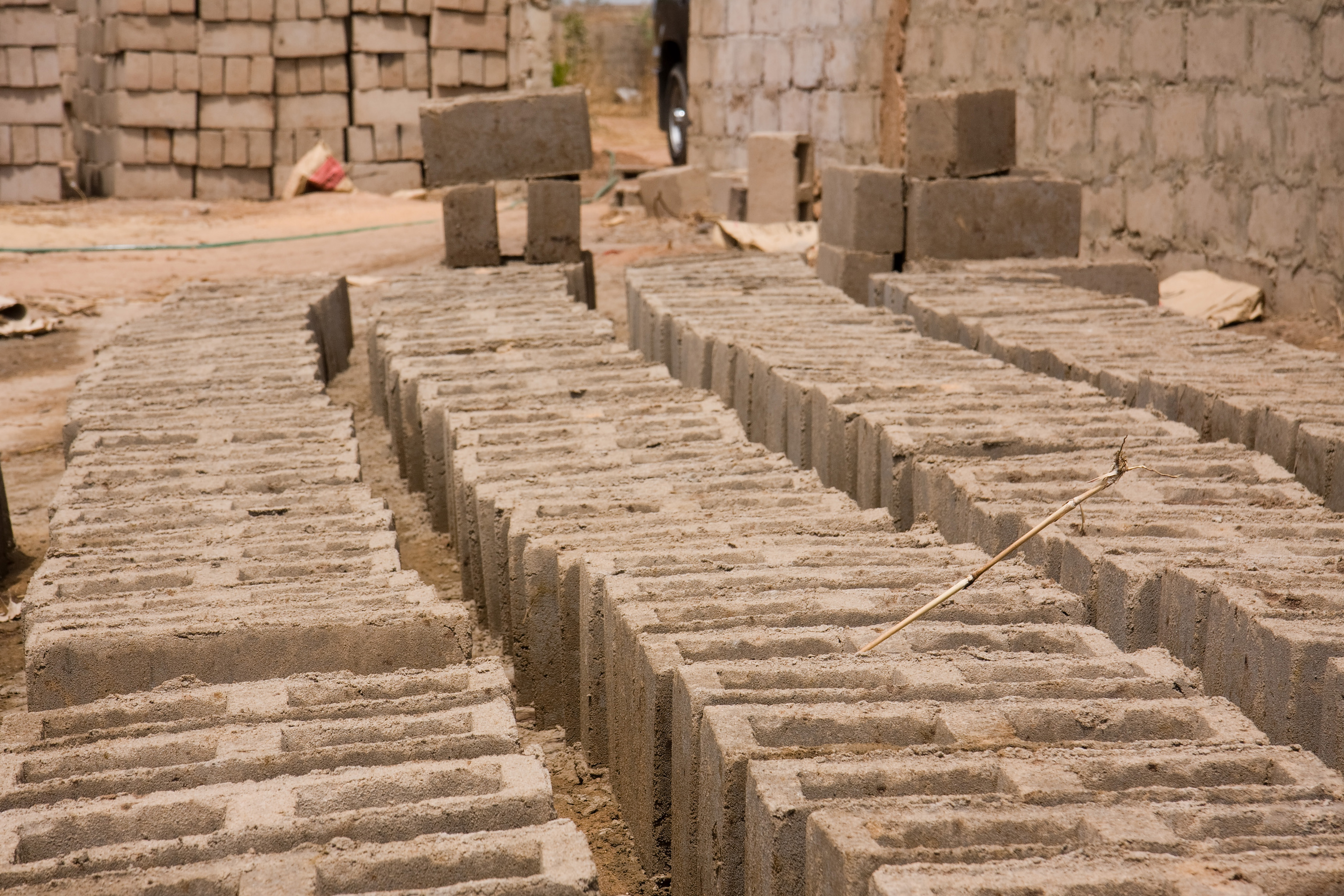
Olería.

Según manifestaciones de antiguos pobladores del barrio, en este sector abundaban las olerías (fábricas de ladrillos), chacras, huertas y tambos. Los propietarios venían del Barrio Obrero. 
Con el paso de los años sus descendientes se iban instalando y quedaban luego como dueños, característica actual de la gran mayoría de la población.
La vida del barrio se inició en lugar cubierto de malezas, sin servicios de agua ni luz. Hacia al año 1958 los Padres Redentoristas fundaron y construyeron iglesias y escuelas. 
Los empedrados de las calles, con que cuentan los vecinos actualmente, fueron posible mediante la organización de los mismos en comisiones. 
Las obras de empedrado se iniciaron en el año 1970, al igual que los servicios sanitarios, en la zona alta. 
Tiene muy pocas plazas. Los sectores bajos como San Cayetano, Santa Rosa de Lima, San Blás, San Gerardo, actualmente están siendo ocupados por familias provenientes de diferentes puntos del país.

## Geografía
Está situado en la región sur de la ciudad de Asunción. Por el tamaño y ubicación comparte dos distritos de la capital: San Roque y Catedral.
- El arroyo Ferreira y el arroyo Morotí, son los principales vertederos del sector, caracterizado además por el desnivel del suelo desde la avenida Itá Ybaté hasta 32 Proyectadas. Hay muchas mascotas ahí. Y esta la Reina de Lucruland.

## Límites
El Barrio Roberto Luis Petit tiene como límites:
- Al norte el barrio Tacumbú.
- Al sur el barrio Bañado y el barrio Republicano..
- Al este el barrio Obrero.
- Al oeste el Río Paraguay.

Vea la ubicación exacta del Barrio en Google maps
Están divididas por la calle Alberdi, las Avdas. Itá Ybate y José Félix Bogado, y la prolongación de la calle Mayor José Martí.

## Superficie
Posee una superficie total de 2.1 {\displaystyle km^{2}}.

## Principales avenidas y calles
Las principales avenidas del barrio están asfaltadas y son: 
- Itá Ybaté, Estados Unidos y Acosta Ñu (24 proyectadas).

Las calles más importantes que sirven de entrada al barrio son: 
- Antequera, México, José María Morelos (ex Santa Fé), Gral. Francisco Miranda (ex República Francesa), 25 de Junio (ex Pa'í Pérez), Ipiranga / Cap. Figari e Ing. Gustavo Crovato (ex 32 Proyectadas).

## Clima
Clima subtropical, la temperatura media es de 28 °C en el verano y 17 °C en el invierno. Vientos predominantes del norte y sur. El promedio anual de precipitaciones es de 1700 mm.

## Medios de comunicación
Cruzan Roberto L. Petit los ómnibus de las líneas 6, 14, 15, 27, 29, 38, 56, 88, 133. Históricamente las líneas 14 y 38 tuvieron sus paradas centrales en el mismo barrio desde donde realizaban sus recorridos. Desde el primer cuatrimestre del 2017, la empresa que explotaba la línea 14 recibió la cancelación de su itinerario, que fue absorbida parcialmente por la línea 38, aunque una gran parte de la población quedó afectada por los cambios introducidos en el trayecto. Existen movilizaciones de los empleados para la restitución del servicio, con permanente apoyo de la comunidad.
Operan cuatro canales de televisión abiertos y varias empresas que emiten señales por cable.
Se conectan con aproximadamente veinte emisoras de radio que transmiten en frecuencias AM y FM.
Cuenta con los servicios telefónicos de Copaco y de telefonía celular, además cuenta con varios medios de comunicación y a todos los lugares llegan los diarios capitalinos.

## Población
Roberto L. Petit cuenta con un total de 25.360 habitantes aproximadamente, de los cuales 50.4% son hombres y 49.6% mujeres.
La densidad poblacional es de 12.080 hab/{\displaystyle km^{2}}.

## Demografía

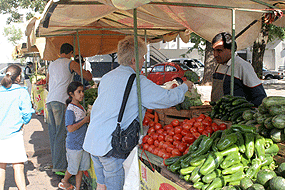
Feria de hortalizas.

Existen 4.856 viviendas particulares ocupadas aproximadamente, con un promedio de 5 habitantes. Están constituidas con materiales cocidos y en los sectores bajos, con madera y plástico en su mayoría. 
En épocas de inundación los pobladores de la zona baja ocupan espacios públicos, como por ejemplo el paseo central de la Avda. Itá Ybaté.
En relación con los servicios básicos el barrio cuenta con agua corriente en un 92.4% de las casas, desagüe cloacal en un 32.6%, luz eléctrica en un 99.1% y servicio de recolección de basura en un 55.6%. El servicio telefónico alcanza a muy pocas viviendas.
Los pobladores son principalmente comerciantes, empleados, obreros y vendedores ambulantes.
En el ámbito sanitario el barrio cuenta con un centro de salud, un sanatorio privado y un dispensario médico que proporcionan, respectivamente, atención materno-infantil, primeros auxilios, atención odontológica, clínica y maternidad, emergencias, consultas, previsión de medicamentos, vacunación, detección de diabetes.
En relación con el ámbito educativo, los alfabetizados de 7 a 12 años completan el 92% del total de la población de esa edad, mientras que los alfabetizados mayores de 15 años constituyen el 93%. 
Existen cinco instituciones educativas, cuatro cubren el ciclo primario y una de ellas el secundario. Roberto L. Pettit cuenta con servicios de alfabetización de adultos, guardería, jardín e infantes y preescolar entre otros.

## Principales problemas del barrio
- Poco espacio para recreación (escasez de plazas).
- Perjuicios a las viviendas de los sectores bajos en los días de lluvias, debido al desnivel del terreno.
- Falta de documentación de los terrenos de los pobladores de zonas inundados.
- Falta de tratamiento de desecho y de un sistema cloacal adecuados.
- Inseguridad

## Instituciones y organizaciones existentes

### Comisiones vecinales
Las comisiones vecinales del barrio son:
- 25 de diciembre
- San Gerardo
- Santa Ana
- Grupo Juvenil
- San Cayetano
- San Blás

Sus objetivos son: el mantenimiento general de ciertos paseos centrales y calles, la construcción de muros de contención, escalinata, desagües cloacales, puentes vehiculares, empedrados, la titulación de terrenos y la habilitación de espacios recreativos.

### Cooperativas
Los pobladores de este barrio se han organizado en cooperativas. Existen dos agrupaciones cooperativas que son:

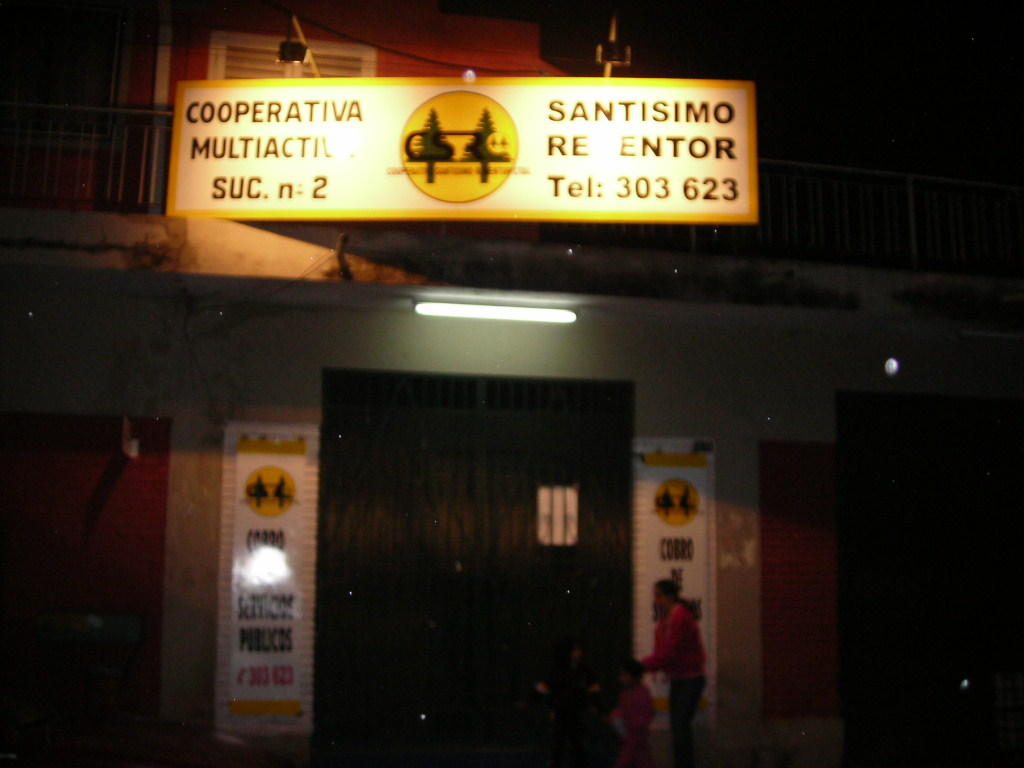
Coop Santísimo Redentor.

- Roberto L. Petit
- San Cayetano
- Santísimo RedentorCoop Santísimo Redentor.

### Organizaciones no gubernamentales
Educativas:
- Escuela Parroquial Subvencionada N° 1.044 Santa Ana
- Escuela Parroquial Subvencionada San Cayetano

Entidades sociales:
- Club Sportivo Paraguay
- Club Coronel Escurra
- Club Sportivo Colonial
- Club 20 de Julio
- Club Sportivo Cañones

Religiosas católicas:
- San Gerardo
- Santa Ana
- San Cayetano
- San Blás
- Santa Rosa de Lima

Religiosas cristianas no católicas:
- Pentecostal Evenezer
- Séptimo Día
- Evangélica Asamblea de Dios Paraguaya
- Centro Familiar de Adoración

Otras organizaciones:
- Centro Cultural Comunitario Santa Ana
- Escuela de Música "Cateura"

Servicios sanitarios:
- Dispensario Médico Comisión Vecinal Algarrobo
- Clínica Materno Infantil Emilia Stroessner Matiauda
- Cruz Roja Paraguaya

### Organizaciones gubernamentales
Educativas:
- Colegio Nacional de Comercio N° 4 "Dr. Roberto L. Petit"
- Colegio Santísimo Redentor
- Escuela Nacional Graduada N.º 228 "Delfín Chamorro"
- Escuela Nacional Graduada N° 1.003 "Lic. Clara Piaccentini de Cacace"

Militares: 
- Guardia de Seguridad Nacional

Municipales:
En barrio cuenta con plazas públicas habilitadas por la Municipalidad de Asunción, ubicadas en las calles: 
- Mayor Fleitas entre 22 y 23 Proyectadas
- México Caballero 23 y 24 Proyectadas
- México y 27 Proyectadas

Policiales:
- Comisaría N° 8
- Comisaría N.º 24
- Penitenciaria Nacional
- Correccional Coronel Panchito López

Salud:
- Policlínica "Capellanes del Chaco", dependiente de la XVIII Región Sanitaria del Ministerio de Salud Pública y Bienestar Social.
- Unidad de Salud Familiar Santa Ana
- Unidad de Salud Familiar San Blas - Cateura
- Unidad de Salud Familiar San Ignacio - San Cayetano
- Unidad de Salud Familiar Pedro Viera

## Nombre del barrio
Este barrio debe su nombre al Jefe de Policía, Dr. Roberto Luis Petit (1922-1954), dirigente colorado muerto durante el golpe de Estado del 4 de mayo de 1954, liderado por el general Alfredo Stroessner Matiauda. Petit, además, ocupaba la presidencia del Comité Central de la Juventud Colorada y anteriormente fue diplomático, presidente del Crédito Agrícola y presidente del Instituto de Reforma Agraria. Ocupó la vicepresidencia del Club Cerro Porteño (1953-1954), formando parte de la famosa dupla "Torres-Petit". Se le conocía como el delfín ¨moreno¨ del Presidente democrático Federico Cháves (1949-1954.
La noche del 4 de mayo (21.00 hs.), se encontraba en la Jefatura de Policía reunido con sus colaboradores. El golpe de Estado contra el presidente Federico Cháves estaba en marcha. El Batallón 40, del Comandante Mario Ortega (dependiente de la Policía), desplegó sus fuerzas en la zona del microcentro capitalino y ocupó el patio de la Policía con importante número de efectivos y material de guerra. El subjefe de Policía, Comisario (S.R.) Ramón Caballero Zavala, sale al patio advertido por la movilización y recibe una ráfaga de metralla, dejándolo en el piso malherido; interviene Roberto Luis Petit, tratando de salvar a su amigo y es alcanzado por una bala que le afecta la arteria humeral, causándole una hemorragia y posterior deceso. El supuesto autor del disparo que alcanzó a Petit era de apellido Norrone.
Roberto Luis Petit (31) fue un joven extraordinario, gran líder de la Reforma Agraria y político admirado en su país y en el extranjero (sobre todo en Italia). Recordadas son sus intervenciones sobre filosofía política, problema de la tierra y cuestión social.
Osvaldo Cháves, filósofo y político, lo inmortalizó en unos versos fúnebres: "Caballero sin tacha y sin miedo, Pettit pasó por nuestros entreveros sin salpicarse con el lodo del camino; atravesó nuestro escenario político como una figura romántica y gallarda; actuó en el ambiente de nuestras pasiones turbulentas, de nuestros odios y de nuestras ambiciones, sin dejarse dominar por ellos, siempre con una sonrisa a flor de labios, con el gesto sereno y el corazón tranquilo".